# Муравченко Федір Михайлович
Фе́дір Миха́йлович Мура́вченко  (18 березня 1929, Запоріжжя-Грудувате — 8 лютого 2010, Запоріжжя) — доктор технічних наук (1991), професор (1999), член-кореспондент НАН України (Відділення механіки, травень 2003); Державне підприємство «Запорізьке машинобудівне конструкторське бюро „Прогрес“ імені академіка О. Г. Івченка», Генеральний конструктор (з 05.1989); член Комітету з Державних премій України в галузі науки і техніки (з березня 1997).

## Життєпис
Народився 18 березня 1929 (с. Запоріжжя-Грудувате, Синельниківський район, Дніпропетровська область); українець.

### Освіта
Харківський авіаційний інститут, авіамоторобуд. факультет (1948-54), інженер-механік з авіадвигунобудування.
- Квітень 1954 — грудень 1959 — інженер-конструктор III, II категорій,
- грудень 1959 — березень 1965 — начальник конструкторської бригади,
- березень 1965 — січень 1967 — провідний конструктор, Підприємство п/с 57 у Запоріжжі.
- січень 1967 — червень 1983 — заступник головного конструктора з експериментальних робіт,
- червень 1983 — листопад 1988 — головний конструктор — 1-й заступник керівника підприємства,
- листопад 1988 — травень 1989 — головний конструктор, керівник підприємства, Запорізьке машинобудівне конструкторське бюро «Прогрес».
- з травня 1989 — генеральний конструктор Державного підприємства «Запорізьке машинобудівне конструкторське бюро „Прогрес“ імені академіка О. Г. Івченка».

### Звання
- Академік Інженерної академії України (1992),
- Академік Міжнародної інженерної академії (1999).

## Діяльність
Брав участь у створенні понад 50 типів і модифікацій авіадвигунів. Обґрунтував і втілив в життя концепції створення сімейства турбореактивних двигунів з великим ступенем двоконтурності (за окремими напрямками не мають аналогів у світовій практиці), дають змогу значно знизити витрати на розробку, сертифікацію і впровадження у серійне виробництво авіадвигунів, газових турбін пром. призначення.

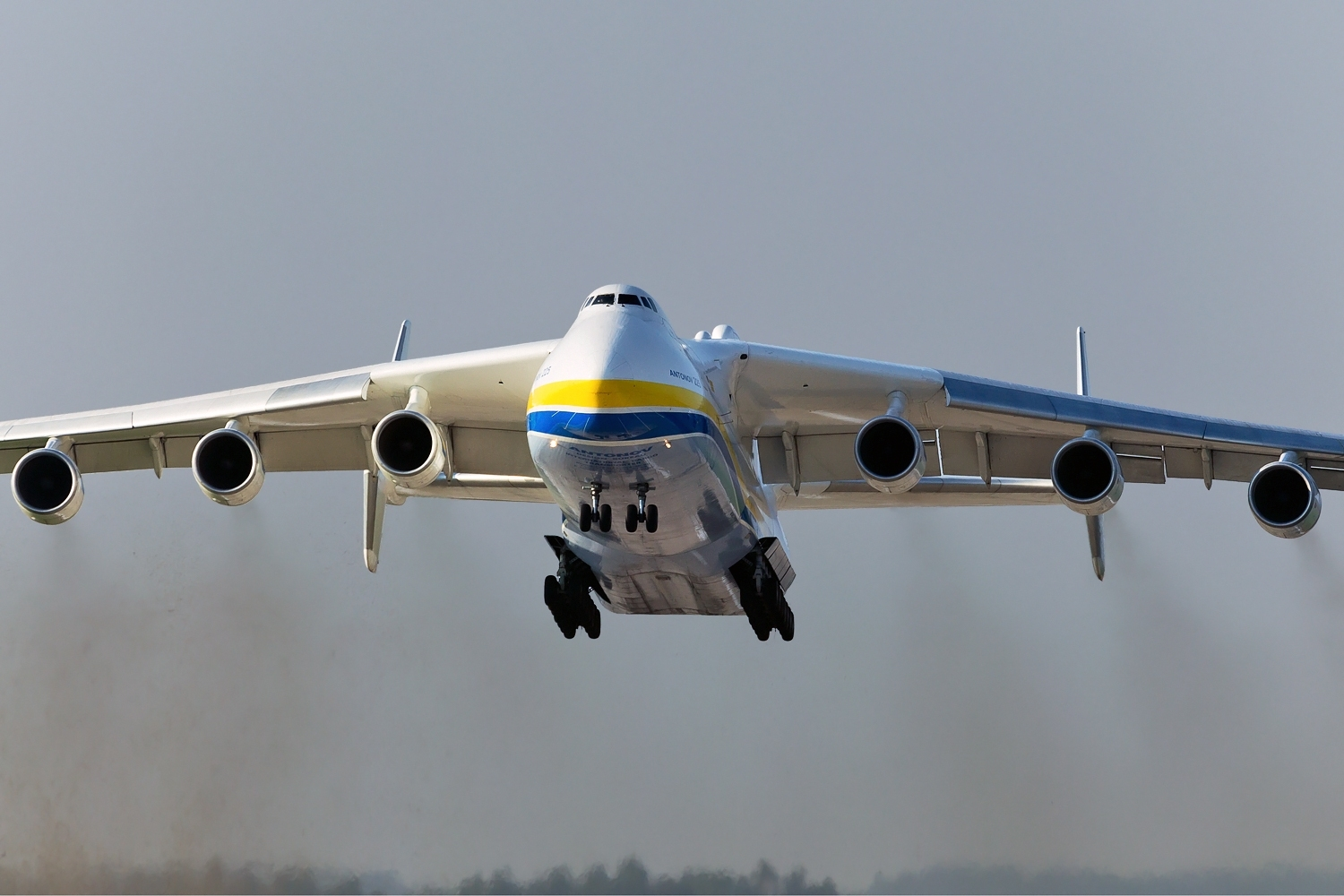
АН-224 «Мрія»

За цими концепціями (і під керівництвом) створено і впроваджено у серійне виробництво: перший вітчизн. турбореактивний двигун з великим ступенем двоконтурності Д-36 (7 модифікацій), який експлуатується на літаках Ан-72, Ан-74, Ан-74ТК-300, Як-42 і має сумарну наробку понад 8 млн годин; Д-436 (5 модифікацій) з тягою 6.4-8.2 тисяч кілограм, експлуатується на літаках Ту-334, Бе-200, Ан-148; один з найпотужніших у світі двигун Д-18Т (4 модифікації) з тягою 23430 кілограм для важких транспортних літаків Ан-124 «Руслан», Ан-225 «Мрія»; турбовальний двигун Д-136 (для гелікоптера Мі-26, що за потужністю і вантажопідйомністю немає аналогів у світі), високонадійний турбореактивний двигун ДВ-2 для навчального літака L-59 виробництва Чехії; авіадвигун 5-го покоління Д-27 (перший у світовій практиці гвинтовентиляторний), що забезпечує унікальні параметри середнього трансп. літака Ан-70.
Отримані сертифікати на турбогвинтовий двигун ТВ3-117ВМА-СБМ1 і допоміжний АИ9-3Б для літака Ан-140; ефективні генератори інертних газів ГІГ-8, АИ-19ГІГ для гасіння пожеж; газові турбіни Д-336 потужністю 4-10 МВт (9 модифікацій) (ними оснащені газоперекачувальні станції України, Росії, Ірану, Туреччини, Болгарії, Азербайджану, Туркменістану); проведено спектр інжинірингових робіт з забезпечення надійності та підвищення ресурсу двигунів, що знаходяться в експлуатації: усі модифікації АИ-20, АИ-24, АИ-25Т, АИ-25ТЛ, АИ-9, АИ-9В, Д-36, Д-136, Д-18Т.
На навчально-бойових літаках Як-130 (Росія) і L-15 (Китай) проходять дослідну експлуатацію двигуни АИ-222-25 і АИ-42Ф і розробляються інші модифікації тягою від 2200 до 4500 кгс. Для рос. близько-середнього магістрального літака МС-21 на базі газогенератора ТРДД Д-436 створюється двигун АИ-436Т12 тягою 12000 кгс; створюються двигуни АИ-22 для пасажир. літака Ту-324, АИ-450 — для сімейства легких гелікоптерів, літаків і БПЛА. Ведуться роботи зі створення малогабаритного газоперекачувального агрегату АИ-45 потужністю 0.5…1 МВт, газових турбін пром. призначення 12-ти типів потужністю 2.5-25 МВт.
Загалом у 60 країнах світу на 42 типах літальних апаратів експлуатуються авіаційні двигуни, в розробці яких брав безпосередню участь Федір Муравченко.
Автор та співавтор понад 200 наукових праць, понад 30 авторських свідоцтв і патентів.
На виборах Президента України 2010 року за підтримку авіапромисловості України підтримав Юлію Тимошенко і став її довіреною особою.
Помер 8 лютого 2010 року. Похований на Капустяному кладовищі в Запоріжжі.

### Захоплення
Поезія, малювання, риболовля, полювання.

## Сім'я
- Батько Михайло Юхимович (1883—1969)
- мати Варвара Миронівна (1885—1975) — колгоспники;
- дружина Зінаїда Іванівна (1929) — ст. перекладач ДП «Івченко-Прогрес»;
- донька Наталя (1954) — інженер-конструктор II категорії ДП "Івченко-Прогрес;
- син Олег (1959—2003).

## Нагороди
- Лауреат Державної премії СРСР (1984), Державної премії України в галузі науки і техніки (1994).
- Заслужений діяч науки і техніки України (12.2003)[3].
- Почесна відзнака Президента України (орден «За заслуги» III ст.), (03.1994)[4], орден «За заслуги» II (01.1999)[5], I ст. (08.2005)[6].
- Почесна грамота КМ України (03.1999)[7].
- Герой України (з врученням ордена Держави, 22.08.2002).
- Орден Святого рівноапостольного князя Володимира, знак ордену «Святий князь Володимир» IV ст. з присвоєнням титулу «Лицар ордена „Святий князь Володимир“» (10.2000).
- Золотий орден «Святий апостол Андрій Первозванний» (04.2004).
- Золота медаль «За досягнення в науці» (09.2000, Міжнар. кадр. академія).
- Повний кавалер міжнар. нагород «Славянская честь, доблесть, слава» (Собор слов'янських народів, 04.2006).
- Орден «За верность долгу» (Фонд «Кремль», 05.2006).

## Вшанування пам'яті
Вулиця Академіка Муравченка у місті Запоріжжя